# La boda
La boda és una pel·lícula en blanc i negre coproducció de l'Argentina i Espanya dirigida per Lucas Demare sobre el seu propi guió escrit en col·laboració amb Augusto Roa Bastos segons la novel·la d'Ángel María de Lera que es va estrenar el 26 de març de 1964 i que va tenir com a protagonistes a Graciela Borges, José Suárez, Susana Campos i Néstor Deval.

## Sinopsi
Un home la dona del qual va ser assassinada la nit de noces torna al poble per a casar-se amb una altra i és resistit pels vilatans.

## Repartiment
- Manuel Alexandre
- Mercedes Barranco
- Conchita Bautista
- Graciela Borges
- Susana Campos
- José Canalejas
- Juan Cortés
- Néstor Deval
- José Guardiola
- Fernando Guillén
- Fernando Liger
- Reina Montes
- Mario Morales
- Paco Morán
- Alfredo Muñiz
- Marta Padovan
- Hugo Pimentel
- Antonio Prieto
- Pepe Rubio
- José Sepúlveda
- Francisco Serrano
- Josefina Serratosa
- José Suárez
- Luis Villar

## Comentaris
Antonio A. Salgado va opinar a Tiempo de Cine:
| « | ”Pretenent abastar menys que altres vegades, Demare aquí aconsegueix més.” | » |

La Nación va dir:
| « | ”Un drama elemental ambientat amb vigor… anècdota procliu al melodrama de vells temps… El film es caracteritza pel clima que transcendeix des de la pantalla i es comunica a l'espectador.” | » |

Per part seva, Manrupe i Portela escriuen:
| « | ”Dels innecessaris films de Demare dels 60’. Bon maneig del suspens malgrat el limitat del tema.” | » |

## Premis
José Suárez i José Antonio de la Guerra van rebre els premis del Sindicat Nacional de l'Espectacle al millor actor i al millor decorador respectivament.